# جزيرة غرافينا
جزيرة غرافينا (بالإنجليزية: Gravina Island)‏ جزيرة من جزر غرافينا في أرخبيل ألكسندر في جنوب شرق ألاسكا.
طولها 34 كم وعرضها 15 كم ومساحتها 245 كم مربع. بلغ عدد سكانها 50 نسمة وفق إحصاء 2000.
سماها المستكشف الإسباني خاثينو كامينو باسم مجموعة جزر غرافينا عام 1792. وأطلق جورج فانكوفر الاسم على جزيرة غرافينا نفسها. والاسم هو تكريم لفيديريكو كارلوس غرافينا إي نابولي.
يقع بها مطار كيتشيكان الدولي.